# (2670) Chuvashia
(2670) Chuvashia (1977 PW1; 1938 UD; 1950 XZ; 1957 AL) ist ein ungefähr 21 Kilometer großer Asteroid des äußeren Hauptgürtels, der am 14. August 1977 vom russischen (damals: Sowjetunion) Astronomen Nikolai Stepanowitsch Tschernych am Krim-Observatorium (Zweigstelle Nautschnyj) auf der Halbinsel Krim (IAU-Code 095) entdeckt wurde. Er gehört zur Eos-Familie, einer Gruppe von Asteroiden, die nach (221) Eos benannt ist.

## Benennung
(2670) Chuvashia wurde nach der ehemaligen Tschuwaschischen Autonomen Sozialistischen Sowjetrepublik benannt.